# Acacia echinula
Acacia echinula é uma espécie de leguminosa do gênero Acacia, pertencente à família Fabaceae.